# Polaris Entertainment
Ilkwang Polaris (tiếng tiếng Hàn: (주)일광폴라리스; Polaris Entertainment) là một hãng thu âm của Hàn Quốc được thành lập năm 2006 bởi Lee Jong-myung. Đây là một công ty con của Tập đoàn Ilkwang, một tập đoàn lớn của Hàn Quốc có hoạt động kinh doanh chính là buôn bán vũ khí.

## Nghệ sĩ

### Nghệ sĩ thu âm
Các nhóm nhạc
- Loona [7] [b]

Nghệ sĩ độc tấu
- Kim Wan-sun [8]
- Ivy [9]
- Rumble Fish
- Han Hee-jun [10]
- Sunye [11]

### Diễn viên
- Choi Moo-sung
- Jae Hee
- Jeong Ho-bin
- Ji Dae-han
- Jung Jae-eun
- Jung Joon
- Lee Eun-woo
- Lee Kyun
- Kim Joon-bae
- Kim Se-ah
- Kim Tae-han
- Oh Yoon-ah
- Park Jung-chul
- Shin Min-cheol
- Sunwoo
- Sunwoo Jae-duk
- Yang Dong-geun[12][c]

### Cựu nghệ sĩ
- Kim Tae-woo (2006–2011)
- Chae Dong-ha (2007–2011)
- Dia (2010-2012)
- Hwang Ji-hyun (???–2012)
- Ladies' Code (2013-2020) [13]
  - EunB (2013–2014)
  - RiSe (2013–2014)
  - Ashley (2013-2020)
  - Sojung (2013-2020)
  - Zuny (2013-2020)
- Iron (2015)
- Kim Bum-soo (2008-2018)
- Clara Lee (2006–2014)